# Krosūru
Krosūru är en ort i Indien.   Den ligger i distriktet Guntūr och delstaten Andhra Pradesh, i den södra delen av landet, 1 400 km söder om huvudstaden New Delhi. Krosūru ligger 49 meter över havet och antalet invånare är 11 549.
Terrängen runt Krosūru är platt, och sluttar österut. Runt Krosūru är det tätbefolkat, med 550 invånare per kvadratkilometer. Närmaste större samhälle är Sattenapalle, 16,6 km söder om Krosūru. Trakten runt Krosūru består till största delen av jordbruksmark.